# برمهات
برمهات هو الشهر السابع من التقويم المصري. وفي التقويم الجريجوري يبدأ من 10 مارس إلى 8 أبريل. وهو ثالث شهر من فصل النماء عند قدماء المصريين، وفيه ينحسر فيضان النيل وتبدأ المحاصيل في النمو في أرض مصر. واسم الشهر نوع من التقدير والعرفان للملك أمنحتب الأول، فاسم الشهر في أصله هو «پن إمنحتپو» أي ذاك الذي لأمنحتب.

## أمثال مصرية عن الشهر
برمهات روح الغيط وهات (إشارة للحصاد)
```
شهر برمهات، وينسب إلى فرعون مصر أمنحات.
```

وفي هذا الشهر تأتي رياح الحسوم التي ذكرها القرآن الكريم {سبع ليال وثمانية أيام حسوما فترى القوم فيها صرعى كأنهم أعجاز نخل خاوية}.
ويطلق عليها أيضا برد العجوز.
يقول المثل «برمهات روح الغيط وهات قمحات وعدسات وبصلات».
وشهر برمهات من 10مارس/آذار إلى 8 أبريل/نيسان.

## اقرأ أيضا
- فصل البذر